# Emma Soyer
Emma Soyer, född 1813, död 1842, var en engelsk målare, även känd som Emma Jones. Hon är känd för sina porträtt i olja. 